# كريستيان توماس (لاعب جمباز فني بريطاني)
كريستيان توماس (بالإنجليزية: Kristian Thomas) هو لاعب جمباز فني بريطاني، ولد في 14 فبراير 1989 في ولفرهامبتن في المملكة المتحدة.

## وصلات خارجية
- كريستيان توماس على موقع الاتحاد الدولي للجمباز (licence) (الإنجليزية)
- كريستيان توماس على موقع الاتحاد الدولي للجمباز (biography) (الإنجليزية)
- كريستيان توماس على موقع أوليمبيديا (الإنجليزية)
- كريستيان توماس على موقع اللجنة الأولمبية البريطانية (الإنجليزية)
- كريستيان توماس على موقع اتحاد ألعاب الكومنولث (مؤرشف) (الإنجليزية)
- كريستيان توماس على موقع اتحاد ألعاب الكومنولث (مؤرشف) (الإنجليزية)
- كريستيان توماس على موقع دورة ألعاب الكومنولث 2006 (مؤرشف) (الإنجليزية)